# Artemis Fowl - La trappola del tempo
Artemis Fowl - La trappola del tempo (Artemis Fowl: The Time Paradox) è un romanzo fantasy per ragazzi del 2008 dello scrittore irlandese Eoin Colfer, sesto libro del ciclo di Artemis Fowl. È stato pubblicato in inglese il 5 luglio 2008; in Italia è stato pubblicato nel gennaio 2010.

## Trama
Tornato a casa dopo un'assenza di tre anni passati a combattere demoni nel Limbo, Artemis vorrebbe stare tranquillo per un po' a godersi i due nuovi fratellini gemelli. Ma una vita pacifica non fa per lui, e i guai sembrano attirarlo come una calamita. Questa volta la situazione è davvero grave. La signora Fowl è a letto malata e nessun medico riesce a trovare una cura: l'unica certezza è che le restano poche ore di vita. Ma come può un ragazzo superdotato, e per di più amico dei membri del Popolo magico, lasciar morire così la propria madre? Artemis non esita a chiedere aiuto ai suoi amici, la bella elfa Spinella Tappo, capitano della LEP, e il centauro Polledro. Scoprono che si tratta di una malattia di natura magica, la terribile Incantropia che anni prima aveva seminato il terrore tra il Popolo. L'unico antidoto conosciuto è il fluido cerebrale di un lemure del Madagascar, che però si è estinto. Il lemure del Madagascar? Ma non era proprio quella preziosissima bestiolina che, guarda caso, Artemis stesso aveva venduto otto anni prima a un gruppo di Estinzionisti in cambio di un'immensa somma di denaro? Un bel guaio per il giovane genio che questa volta si è fregato da solo. Ma la sua inventiva sembra non aver mai fine e trova in fretta l'unica possibilità rimastagli: tornare indietro nel tempo e salvare il lemure. Ma ovviamente è più semplice a dirsi che a farsi. L'Artemis di dieci anni è più spietato e subdolo di quanto si possa pensare e affrontarlo non è affatto un gioco da ragazzi. Insieme a Spinella e al nano Bombarda Sterro, Artemis si ritroverà invischiato in rocambolesche avventure: tra Marocco e Irlanda, dovrà giocare d'astuzia contro se stesso, lottare contro gruppi di folli Estinzionisti e sfuggire alla sua nemica di sempre, Opal Koboi. Riuscirà grazie alla sua mente diabolica a cavarsela anche questa volta?

## Edizioni
- Eoin Colfer, Artemis Fowl - La trappola del tempo, Arnoldo Mondadori Editore, 2010,  p. 387.